# Chicos Eléctricos
Chicos Eléctricos fue una banda de rock uruguayo de los  años 1990.

## Historia
Chicos Eléctricos nació con ese nombre para participar en un concurso de bandas, en el que no podían aparecer con su verdadero nombre Tony Montana y los Narcotraficantes luego se consolidó como grupo y marcó un quiebre en lo musical entre las bandas de rock de los años 90 en Uruguay, con un estilo provocativo, discordante, distorsionado e irrespetuoso, que permitía identificarse a grupos de jóvenes que no encontraban su entorno musical en las bandas post-dictadura del rock charrúa.
En 1991 se realiza el concurso de Yamaha Bandplugged 91 donde aparece por primera vez el nombre de Chicos Eléctricos, presentándose al mismo con la canción “Oh Banana”, aunque en ese momento no existía la banda como tal; a partir del anuncio de que habían sido clasificados entre las mejores bandas del concurso es que se reúne al equipo (Nico Barcia, Sebas, Germán Mazzei, Gabriel Barbieri, Federico Fernández). 
Un par de meses después se presentan en el desaparecido boliche de Pocitos La Iguana los Desfuzzados (Sebas, Daniel Turcatti, Gabriel Barbieri y Federico Fernández), esa misma noche entre el público se encontraba Andy Adler recién llegado de USA y Nico Barcia, excompañero en distintas bandas y en ese momento cantante de La Bomba Rock n Roll. 
A partir de la buena recepción del público se le plantea a Turcatti continuar con Desfuzzados pero Daniel prefiere dedicarse a su banda Neanderthal, y es ahí que son reclutados Nico y Andy para cerrar las filas de lo que sería la primera formación de Chicos Eléctricos.
A fines de 1991, Sebas decide radicarse en Alemania y la banda ante lo cual graban en vivo en La Canastita en un porta-estudio de 4 canales, el material de su primer casete en sólo 10 horas. En 1992 es editado "Chicos Eléctricos" su primer trabajo, por Perro Andaluz logrando una rápida aceptación y la tirada de 500 casetes se agota en los meses siguientes.
Ya sin Sebas en la banda, Nico pasa a tocar la guitarra además de cantar, y ese mismo año abre el boliche Juntacadáveres, que sería el “hogar” de los Eléctricos por los próximos dos años, donde cada 15 días era habitual verlos actuar, lo que ayudó a consolidar la nueva formación.
Ese mismo año y a partir de las buenas ventas del primer casete, Perro Andaluz les ofrece grabar otro disco con mayor presupuesto y producción en “El Estudio” de Washington Carrasco y Cristina Fernández, es ahí que se gesta "Glitch", que no tiene la misma suerte que su antecesor trabajo. "Glitch" no vende tan bien ni tan rápido, pero igual mantiene a los Eléctricos como cabeza de una emergente generación de bandas como Buenos Muchachos, La Hermana Menor, The Supersónicos y otras.
Hacia fines de ese año (1993) graban las últimas tres canciones con esta formación. Muchas cosas habían pasado en el medio desde Glitch y la banda decide producir un sonido más limpio en ellas, es así que en el Estudio de Riki Musso graban "Alcohol, Alcohol", "Fiat Premio" y una particular versión de "Tell me something New" de Los Mockers.
Dos de estas canciones verían la luz al año siguiente en el compilado "Criaturas del Pantano", pero en 1994 se produce la segunda baja en filas de Chicos Eléctricos, cuando Andy Adler decide dejar el país y marcha a España primero y posteriormente a EE. UU. Unos pocos meses tarda el próximo reemplazo con la salida de Federico Fernández y la incorporación de Gustavo Gómez tras los parches.
Mientras los dos miembros originales que quedan, Barcia-Barbieri, negocian con el sello Orfeo la grabación de su próximo disco con un casete de maquetas. Logran un acuerdo con Alfonso Carbone y consiguen un vale por 100 horas en Estudio Record. Mundialmente en ese momento explota el Grunge masivamente, un estilo que ya los Eléctricos conocían por viajes al exterior (era común ver en sus discotecas discos de Mudhoney o Soundgarden pre Nirvana) y como trío encaran la grabación de "Vaca", grabado por el Rata Mérola. Ese mismo año telonean a Ratos de Porão en una fecha que termina en batalla campal entre el público y la banda.
Al poco tiempo un antiguo colega y guitarrista, Germán Mazzei, recién llegado de Suecia pasa a formar filas dentro de los Eléctricos, pasando nuevamente a la formación de cuarteto. También actúan por primera vez en Buenos Aires. Logran una buena recepción en Argentina, lo que los hace regresar tres veces más en el mismo año. Por este tiempo cancelan el contrato con Orfeo por diferencias sobre el manejo del grupo.
De la etapa Orfeo la banda había tenido mucho acceso a estudios de grabación durante el año 1995, maqueteando y grabando algunas de sus nuevas canciones, es así que en un comienzo nace la idea de editar independientemente "Garrón Hours" que se terminaría llamando "Psychosound"(1996) y sería el cuarto disco de la banda. Otra vez se vuelven con Perro Andaluz para hacer la edición pero esta vez es compartida con el sello de la banda "Psychoflash".
Ese mismo año actúan en el “Rock de Acá” organizado por X FM en el Teatro de Verano que reúne a 12.000 jóvenes en dos jornadas, es el renacer de la era de los macro festivales que habían desaparecido desde fines de los 80 por la poca convocatoria que el género tenía. El mismo año se presentan en Rock & R.O.U. en el Estadio Centenario.
Llega 1997, comienzan el año con la incorporación del nuevo baterista Leo Manganelli, la banda busca aliados fuera de fronteras con la escena española pero sin llegar a buen puerto, En ese entorno deciden grabar su primer disco casi completamente en español (salvo Kurten Saken, basado en un libro para aprender sueco, aunque la verdadera intención pasaba por la broma del título y la dureza del lenguaje en ese idioma) nuevamente con Riki Musso en su estudio y graban "Juguete Subterráneo" que fue editado por Koala Records en 1998.
Considerando que el apoyo del sello fue bajo, cancelan el nuevo contrato con Koala, hasta que en noviembre de 1999 es tomada la decisión de desintegrar la banda.

## Discografía
- Chicos eléctricos (Perro Andaluz, 1992)
- Glitch (Perro Andaluz, 1993)
- Vaca (Orfeo, 1995)
- Psychosound (Perro Andaluz, 1996)
- Juguete Subterráneo (Koala Records, 1998)

## Integrantes
- Nico Barcia - Voz & guitarra (1991-1999)
- Gabriel Barbieri - Bajo (1991-1999)
- Germán Mazzei - Guitarra (1996-1999)
- Leonardo Manganelli - Batería (1997-1999)

### Miembros anteriores
- Sebastián Bergeret - Guitarra (1991-1992)
- Andy Adler - Guitarra (1991-1994)
- Federico Fernández - Batería (1991-1994)
- Gustavo Gómez - Batería (1994-1996)

## Antecedentes
Los integrantes de Chicos Eléctricos provenían de las bandas más raras y/o desconocidas de finales de los años 80, donde ya había alianzas musicales entre sus integrantes, entre ellas estaban: Orgasmo Rosa, Post Coito, Cadáveres Ilustres, Tony Montana y los Narcotraficantes, La Rocaguasca, La Bomba Rock n Roll, Los Motherfuckers y Desfuzzados.

## Enlaces
- Entrevista a la banda

- Datos: Q5766128